# Katia Pascariu
Katia Pascariu (n. 15 august 1983, București, România) este o actriță de teatru și de film română.

## Biografie

### Educație
A absolvit atât Facultatea de Teatru – Secția Arta Actorului de la UNATC București, cât și un master în Antropologie și Dezvoltare la Facultatea de Sociologie (Universitatea din București).
Este membru fondator al Centrului de Artă Comunitară Vârsta 4 și al Asociației ADO – artă pentru drepturile omului. Din 2017 este și evaluator de proiecte culturale la Administrația Fondului Cultural Național.

### Activitate artistică
În cinema a mai jucat rolurile Maica Sevastiana, în producția „După dealuri” de Cristian Mungiu (2012) și Ana, în filmul „Schița unui sfârșit ” de Georgiana Madin (2011).

### Filmografie
| Titlu                                  | An   | Rol              |
| -------------------------------------- | ---- | ---------------- |
| După dealuri                           | 2012 | Maica Sevastiana |
| Babardeală cu bucluc sau porno balamuc | 2021 | Emi              |

### Teatru
- WORK. NO TRAVEL – text Mihaela Michailov, regie Bobi Pricop, prod ADO/Replika, martie 2020
- ORIGINEA LUMII după O cameră doar a ei de Virginia Woolf, de Irina Gîdiuță/Paul Dunca/ Carmen Lopăzan/ Katia Pascariu – producție O2G & Galeria 26 – BUCUREȘTI, nov. 2019
- work, no travel de Mihaela Michailov (dramatizare după interviurile din volumele „Tur-retur” de Zoltán Rostás și Sorin Stoica), regie Bobi Pricop, oct. 2019, producție ADO&Replika// parte din proiectul de lecturi performative ”În jur de 89. Istoria recentă în patru capitole”
- TOATĂ LINIȘTEA DIN LUME de Mihaela Michailov și Radu Apostol, regia Radu Apostol, oct. 2019, producție ADO&Replika • LUCRĂTOR UNIVERSAL – regia și dramaturgia: David Schwartz, oct. 2019, producție O2G// Stagiunea de teatru politic
- Ce silence entre nous/ Tăcerea dintre noi – spectacol lectură bilingv, text de Mihaela Michailov, trad. în franceză de Alexandra Lăzărescou, regie Matthieu Roy, Scène Nationale Aubusson și Cie du Veilleur/ Maison Maria Casares, Franța/ ianuarie – martie 2019
- Idiș? de Peca Ștefan, regie Andreea Vălean, TES – 2018/2019
- Sales Gosses/ Copii răi – spectacol lectură bilingv, text de Mihaela Michailov, trad. în franceză de Alexandra Lăzărescou, regie Matthieu Roy, Scene Nationale d’Aubusson, Franța – dec. 2018
- Futur de Luxe de Igor Bauersima, regie Alexandru Mihăescu, TES – 2018
- Lambada – realizat de echipa Vârsta4/ ADO/ MacazTeatru Coop. – 2018
- Interior 0 – spectacol colaborativ realizat de Asoc. ADO și Centrul Replika, bazat pe romanul Interior zero de Lavinia Braniște, București – 2018
- 1918: Răzvrătiții - de Mihaela Michailov, regie David Schwartz, Macaz Teatru Coop. - 2018